# Regra de Cramer

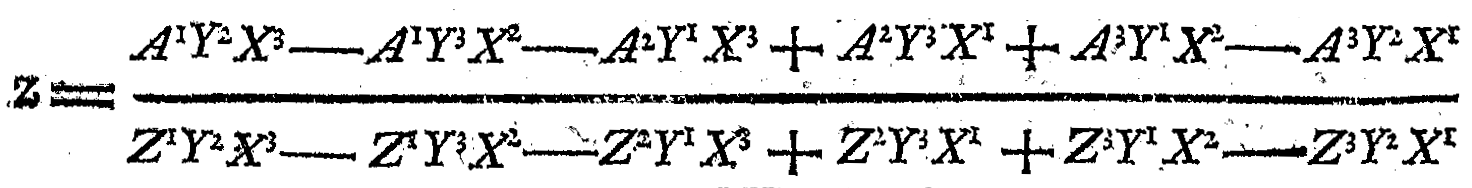
Regra de Cramer para os inteiros

A regra de Cramer  é um teorema em álgebra linear, que dá a solução de um sistema de equações lineares em termos de determinantes. Recebe este nome em homenagem a Gabriel Cramer (1704 - 1752).
Se {\displaystyle A{\vec {x}}={\vec {b}}} é um sistema de {\displaystyle n} equações e {\displaystyle n} incógnitas. (Onde {\displaystyle A} é a matriz de coeficientes do sistema e o seu determinante é diferente de zero, {\displaystyle {\vec {x}}} é o vetor coluna das incógnitas e {\displaystyle {\vec {b}}} é o vetor coluna dos termos independentes)
Então {\displaystyle \forall j,1\leq j\leq n}, a solução do sistema {\displaystyle x_{j}} é dada por:
{\displaystyle x_{j}={\left|A_{j}\right| \over \left|A\right|}={det(A_{j}) \over det(A)}}
Em que Aj é a matriz que se obtém da matriz A substituindo a coluna j pela coluna dos termos independentes b.

## Demonstração
Sejam os vetores {\displaystyle {\vec {x}}={\begin{pmatrix}x_{1}\\\vdots \\x_{n}\end{pmatrix}}} e {\displaystyle {\vec {b}}={\begin{pmatrix}b_{1}\\\vdots \\b_{n}\end{pmatrix}}} e a matriz {\displaystyle A={\begin{bmatrix}a_{11}&\cdots &a_{1n}\\\vdots &\ddots &\vdots \\a_{n1}&\cdots &a_{nn}\end{bmatrix}}}.
Seja ainda a matriz {\displaystyle A_{j}}, obtida pela substituição da coluna {\displaystyle j} pelo vetor {\displaystyle {\vec {b}}}, tal que
{\displaystyle A_{j}={\begin{bmatrix}a_{11}&\cdots &a_{1j-1}&b_{1}&a_{1j+1}&\cdots &a_{1n}\\a_{21}&\ddots &&&&&\vdots \\\vdots &&\ddots &&&&\vdots \\\vdots &&&\ddots &&&\vdots \\\vdots &&&&\ddots &&\vdots \\\vdots &&&&&\ddots &a_{n-1n}\\a_{n1}&\cdots &a_{nj-1}&b_{n}&a_{nj+1}&\cdots &a_{nn}\end{bmatrix}}}.
Usando as propriedades da multiplicação de matrizes:
{\displaystyle A{\vec {x}}={\vec {b}}\Leftrightarrow A^{-1}A{\vec {x}}=A^{-1}{\vec {b}}\Leftrightarrow I{\vec {x}}=A^{-1}{\vec {b}}\Leftrightarrow {\vec {x}}=A^{-1}{\vec {b}}}
então:
{\displaystyle {\vec {x}}=A^{-1}{\vec {b}}={\frac {(\operatorname {Adj} A)}{\left|A\right|}}{\vec {b}}}
Sejam:
{\displaystyle A^{-1}{\vec {b}}=p_{jk}}
{\displaystyle (\operatorname {Adj} A)={\frac {A_{pl}^{\prime }}{A_{pl}^{\prime }}}=A_{lp}}
Portanto:
{\displaystyle A^{-1}{\vec {b}}=p_{jk}=\sum _{i=1}^{n}{\frac {A_{ji}^{\prime }}{\left|A\right|}}b_{ik}={\frac {\sum _{i=1}^{n}A_{ij}b_{i}}{\left|A\right|}}=_{\rm {(1)}}{\left|A_{j}\right| \over \left|A\right|}}
(1) Recordando a definição de determinante, o somatório definido acumula a multiplicação do elemento adjunto o cofator da posição ij, com o elemento i-ésimo do vetor B (que é precisamente o elemento i-ésimo da coluna j, na matriz {\displaystyle A_{j}}

## Exemplo
Um bom exemplo é a resolução de um simples sistema de equações 2x2:
Dado
{\displaystyle 3x+1y=9\,}
{\displaystyle 2x+3y=13\,}
que em forma matricial é:
{\displaystyle {\begin{bmatrix}3&1\\2&3\end{bmatrix}}{\begin{bmatrix}x\\y\end{bmatrix}}={\begin{bmatrix}{\color {red}9}\\{\color {red}13}\end{bmatrix}}}
x e y podem ser calculados usando a regra de Cramer
{\displaystyle x={\frac {\begin{vmatrix}{\color {red}9}&1\\{\color {red}13}&3\end{vmatrix}}{\begin{vmatrix}3&1\\2&3\end{vmatrix}}}={9*3-1*13 \over 3*3-1*2}=2}
{\displaystyle y={\frac {\begin{vmatrix}3&{\color {red}9}\\2&{\color {red}13}\end{vmatrix}}{\begin{vmatrix}3&1\\2&3\end{vmatrix}}}={3*13-9*2 \over 3*3-1*2}=3}